# Lester Lees
Lester Lees est un physicien américain né le 8 novembre 1920 à New York et mort le 10 novembre 1986. Il est connu pour ses travaux dans le domaine de l'aérodynamique supersonique, de la cinétique des gaz raréfiés et de la rentrée atmosphérique,.

## Biographie
Il fait ses études supérieures au Massachusetts Institute of Technology où il obtient en 1941 un diplôme de Bachelor of Science en ingénierie aéronautique sous la direction de Richard Harbert Smith (en).
En 1941 il entre comme ingénieur à l'Air Force's Air Materiel Command à Wright Field, Dayton, Ohio. Il y fait la connaissance de Theodore von Kármán qui le convainc de le rejoindre au Laboratoire d'aéronautique Guggenheim du Caltech (GALCIT) en 1942.
Il est enrôlé dans la réserve de l'United States Air Force et affecté au Langley Memorial Aeronautical Laboratory du National Advisory Committee for Aeronautics. 
À la fin de la guerre, Lester Lees accepte un poste de professeur assistant en ingénierie aéronautique à l'université de Princeton.
En 1952 ou 1953, à l'achèvement de la construction de la soufflerie hypersonique du GALCIT, Lester Lees revient au Caltech comme responsable de la recherche en hypersonique. C'est à cette époque qu'il entame ses travaux sur les problèmes liés à la rentrée atmosphérique. À ce titre il devient consultant au Space Technology Laboratories.
En 1971 il devient directeur du laboratoire de qualité environnementale du Caltech au moment où cette université développe une activité dans ce domaine, laquelle deviendra florissante. Lees devient professeur d'ingénierie environnementale jusqu'en 1974, date à laquelle il retourne à son activité dans l'aéronautique.
Après sa retraite il est consultant de la NASA pour les comités Lunar and Planetary Missions, Space Vehicle, Space Technology et Space Science and Space Technology.
Bien que n'ayant jamais obtenu de doctorat, Lester Lees a dirigé un certain nombre de thèses, parmi lesquelles celle de Ronald Probstein et Eli Reshotko.

## Publications
Lester Lees a effectué de nombreuses publications. Parmi celles-ci on note des synthèses sur un sujet donné comme :
- (en) Lester Lees et Chia Chiao Lin, Investigation of the Stability of a Laminar Boundary Layer in a Compressible Fluid (Technical Note no. 1115), NACA, 1946 (lire en ligne)
- (en) Lester Lees, « On the Boundary-Layer Equations in Hypersonic Flow and Their Approximate Solutions », Journal of the Aeronautical Sciences, vol. 29,‎ 1953 (lire en ligne)
- (en) Lester Lees, A Kinetic Theory Description of Rarefied Gas Flows (Memorandum No. 51), Guggenheim Aeronautical Laboratory, California Institute of Technology, 1959 (lire en ligne)

## Distinctions
- Membre de l'American Academy of Arts and Sciences (1964),
- membre de la National Academy of Engineering (1971),
- Honorary fellow de l'American Institute of Aeronautics and Astronautics (1983).